# Jeremy Burge
Jeremy Burge (Australia, 14 luglio 1984) è un designer e animatore australiano, fondatore di Emojipedia e creatore della Giornata mondiale delle emoji.
Vice-presidente del comitato dell'Unicode dedicato alle emoji (Unicode Emoji Subcommittee), è considerato uno dei massimi esperti in materia.
La rivista Business insider lo ha classificato nella UK Tech 100 per tre anni consecutivi, a partire dal 2016. È stato soprannominato "Il Maestro delle emoji"", il "re delle Emoji" o anche il "Signore delle emoji".

## Biografia
A luglio del 2013, Burge lanciò il sito Emojipedia e l'anno successivo la Giornata Mondiale delle Emoji ( World Emoji Day), la quale fu ispirata da un Twitter di Tim Cook. Tale notizia sarà confermata da entrambi nel 2017, e per Burge ufficializzata dalla partecipazione al World Emoji Day del 2017 all'AOL BUILD annunciando i vincitori dell'edizione dalla sede della Borsa di New York.
Ideato il podcast mensile Emoji Wrap, Emojipedia era divenuta l'occupazione a tempo pieno di Burge. Nel periodico dedicato alle notizie e ai trend provenienti dal mondo delle emoji, pubblicò interviste con Mark Davis, co-fondatore e presidente dell'Unicode Consortium, Myke Hurley, Jason Snell e Christina Warren.
A seguito di una proposta di Burge che fu formalmente approvata nel 2017, le emoji dell'Inghilterra, della Scozia e del Wales entrarono a far parte dello standard Unicode.
Nello stesso anno, tenne un intervento al TEDxEastEnd di Londra sulla storia e l'impatto sociale delle emoji, cui seguirono la partecipazione ad altri eventi quali il The Next Web di Amsterdam, lo Smart Future a Riga e  Úll a Killarney.
Ad ottobre del 2017 il sito raggiunse il record di 23 milioni di visualizzazioni al mese, anche grazie al contributo alla grafica da parte di Tony Hawk e di Sasha DiGiulian.
Oltre a pubblicare regolarmente contenuti su Emojipedia, Burge ha firmato articoli per i siti Six Colors, Medium.com e The Internet Review. È stato relatore in vari interventi presso l'Eton College, il periodico Eye, Google, il London Design Museum e l'University College di Londra.